# Nagykáta

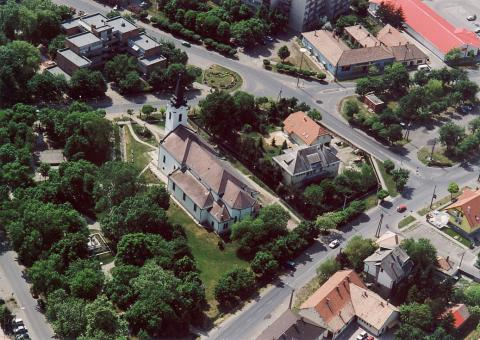
Ett flygfoto över Nagykáta.

Nagykáta är en stad belägen i den östra kanten av provinsen Pest i Ungern i distriktet med samma namn. Nagykáta hade år 2001 ett invånarantal på 12 865 invånare och en area på 8 161 hektar. Under den ungerska revolutionen 1848–1849 fungerade staden som högkvarter för upprorets överbefälhavare Artúr Görgey under slaget vid Tápióbicske.